# Oliver Hintsa
Oliver Endrias Hintsa, född 1 januari 2001, är en svensk fotbollsspelare som spelar för norska Sogndal. Hans bror, Elliot, är också en fotbollsspelare.

## Karriär
Hintsa började spela fotboll i Snöstorp Nyhem FF som fyraåring. Som nioåring gick han till Halmstads BK. I augusti 2019 skrev Hintsa på sitt första A-lagskontrakt med klubben. I augusti 2020 lånades han ut till Tvååkers IF på ett låneavtal över resten av säsongen. Hintsa gjorde åtta mål på 20 matcher för klubben i Division 1 2020.
I januari 2021 värvades Hintsa av Falkenbergs FF, där han skrev på ett treårskontrakt. Hintsa tävlingsdebuterade den 22 februari 2021 i en 3–1-vinst över Utsiktens BK i Svenska cupen. Han gjorde sin Superettan-debut den 10 april 2021 i en 1–0-förlust mot Gais. Den 29 september 2021 gjorde Hintsa sitt första mål i en 2–1-vinst över Landskrona BoIS. Den 25 oktober 2021 gjorde han två mål i en 3–2-förlust mot IFK Värnamo.
I januari 2024 värvades Hintsa av norska Sogndal, där han skrev på ett tvåårskontrakt.